# マリエル・ミラー
マリエル・ミラー（Mariel Miller、1990年2月19日 - ）は、アメリカ合衆国ノースカロライナ州ダーラム出身の女性フィギュアスケート選手。2004年、2005年JGPファイナル3位。パートナーはロックニ・ブルーベイカーなど。

## 経歴
ノースカロライナ州のダーラムに生まれ、5歳のころにスケートを始めた。ネイサン・ヘスらとのペアを経て、2003-2004年シーズンよりロックニ・ブルーベイカーとペアを結成、2004年全米選手権ジュニアクラスで2位、2004年トリグラフトロフィー優勝し頭角を現した。
2004-2005年シーズンからISUジュニアグランプリに参戦し、JGPクールシュベルで優勝、JGPファイナルでは3位となる。2005年全米選手権ジュニアクラスで優勝し、初出場の世界ジュニア選手権は4位入賞を果たした。翌2005-2006年シーズン、JGPスケートスロバキアとJGPソフィア杯で連続優勝を飾り、2度目の出場となったJGPファイナルでは3位となり、さらなる飛躍が期待されたがシーズン中にペア解散に至った。

## 主な戦績
| 大会/年               | 2003-04 | 2004-05 | 2005-06 |
| --------------------- | ------- | ------- | ------- |
| 全米選手権            | 2 J     | 1 J     |         |
| 世界Jr.選手権         |         | 4       |         |
| JGPファイナル         |         | 3       | 3       |
| JGPソフィア杯         |         |         | 1       |
| JGPスケートスロバキア |         |         | 1       |
| JGPハルギタ杯         |         | 2       |         |
| JGPクールシュベル     |         | 1       |         |
| トリグラフトロフィー  | 1 J     |         |         |

- J = ジュニアクラス

### 詳細
| 2005-2006 シーズン    |                                                            |         |         |          |
| 開催日                | 大会名                                                     | SP      | FP      | 結果     |
| 2005年12月24日-27日   | 2005/2006 ISUジュニアグランプリファイナル（オストラバ）    | 5 44.48 | 3 86.99 | 3 131.47 |
| 2005年9月29日-10月2日 | ISUジュニアグランプリ ソフィア杯（ソフィア）               | 2 46.31 | 1 91.41 | 1 137.72 |
| 2005年9月1日-4日      | ISUジュニアグランプリ スケートスロバキア（ブラチスラヴァ） | 1 44.13 | 1 86.37 | 1 130.5  |

| 2004-2005 シーズン   |                                                            |         |         |          |
| 開催日               | 大会名                                                     | SP      | FP      | 結果     |
| 2005年2月28日-3月6日 | 2005年世界ジュニアフィギュアスケート選手権（キッチナー）   | 4 51.54 | 5 88.1  | 4 139.64 |
| 2004年12月2日-5日    | 2004/2005 ISUジュニアグランプリファイナル（ヘルシンキ）    | 2 51.05 | 3 90.28 | 3 141.33 |
| 2004年10月14日-17日  | ISUジュニアグランプリ ハルギタ杯（ミエルクレア＝チュク）   | 2 43.39 | 1 88.86 | 2 132.25 |
| 2004年8月26日-29日   | ISUジュニアグランプリ クールシュヴェル（クールシュヴェル） | 1 55.71 | 2 80.1  | 1 135.81 |

| 2003-2004 シーズン |                                                           |    |    |      |
| 開催日             | 大会名                                                    | SP | FP | 結果 |
| 2004年4月14日-18日 | 2004年トリグラフトロフィー ジュニアクラス（イェセニツェ） | 1  | 1  | 1    |